# Cămașă

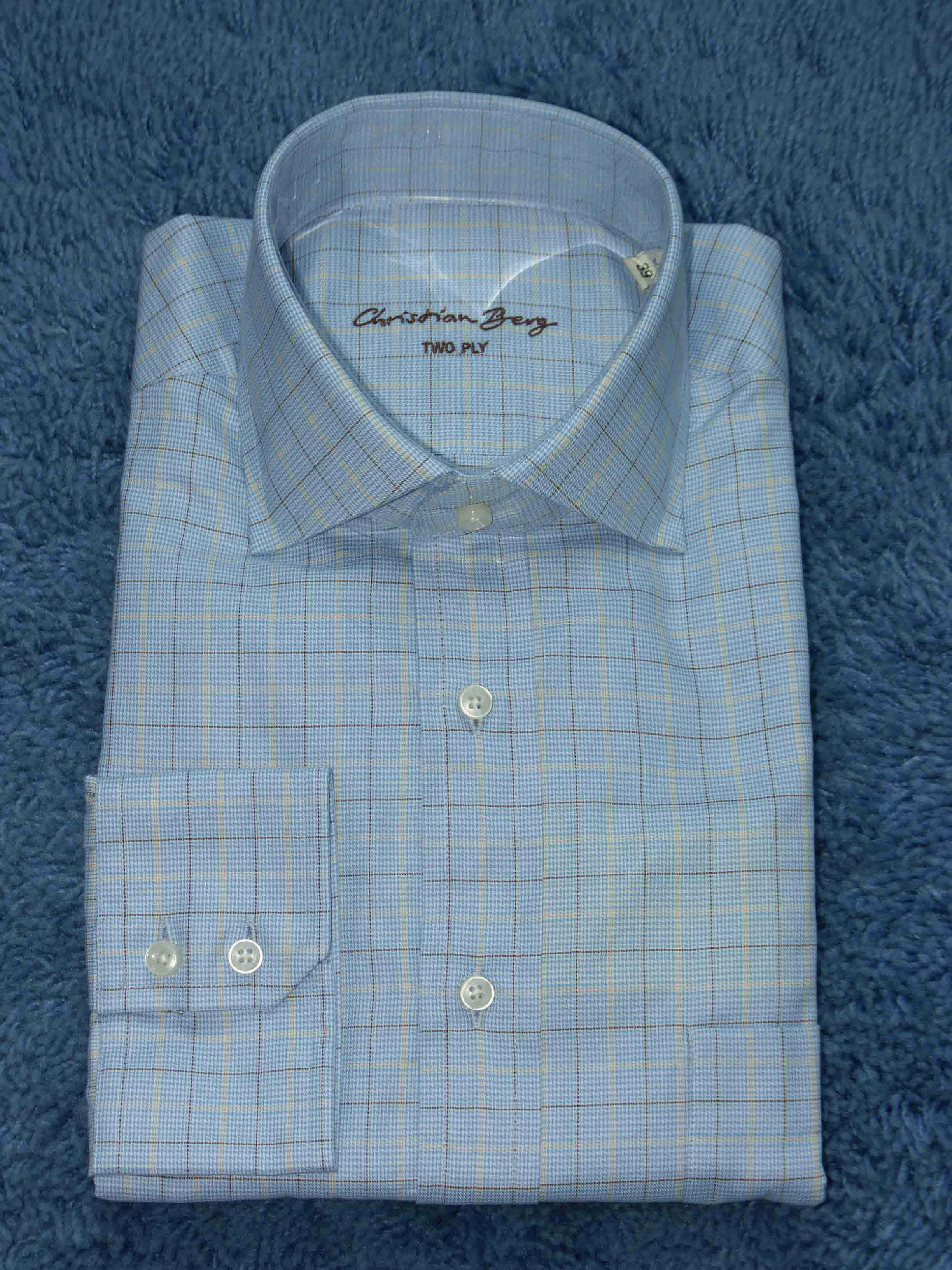
Cămașă împăturită

Cămașa este un articol de îmbrăcăminte care acoperă partea superioară a corpului, este confecționată din pânză și se încheie cu nasturi sau capse și se îmbracă peste piele sau maiou.
Cămășile pentru bărbați au nasturi pe dreapta și cele pentru femei pe stânga.